# ウーロン亭ちゃ太郎
ウーロン亭 ちゃ太郎（ウーロンてい ちゃたろう、1955年9月8日 - 

## 経歴
山口県岩国市に生まれる。山口県立岩国高等学校を卒業。15歳より声楽の勉強を始め、東京芸術大学音楽学部声楽科を受験したが失敗した。その後、慶応義塾大学文学部史学科にてインド仏教史をかじり卒業。33歳でオペラ落語を制作した。
50歳でオペラ落語を引退し、現在はオペラ落語を進化させた「一人オペラ」を行っている。また、オペラナビゲーター、音楽大学でのレクチャー講師などを手掛けている。